# Ailum
Ailum là một thị xã và là một nagar panchayat của quận Muzaffarnagar thuộc bang Uttar Pradesh, Ấn Độ.

## Nhân khẩu
Theo điều tra dân số năm 2001 của Ấn Độ, Ailum có dân số 13.052 người. Phái nam chiếm 55% tổng số dân và phái nữ chiếm 45%. Ailum có tỷ lệ 60% biết đọc biết viết, cao hơn tỷ lệ trung bình toàn quốc là 59,5%: tỷ lệ cho phái nam là 70%, và tỷ lệ cho phái nữ là 49%. Tại Ailum, 15% dân số nhỏ hơn 6 tuổi.